# Coupe du Japon de football 2025
Navigation
Coupe du Japon 2024 Coupe du Japon 2026-2027
La Coupe du Japon de football 2025 est la 105e édition de la Coupe du Japon, une compétition à élimination directe mettant aux prises des clubs de football amateurs et professionnels à travers le Japon. Elle est organisée par la Fédération japonaise de football (JFA). Le vainqueur de cette compétition se qualifie pour la Ligue des champions Élite de l'AFC 2026-2027, accompagné des trois meilleures équipes du championnat avec le premier tour qui commence le 24 mai et se termine par la finale au Stade national le 22 novembre 2025.

## Calendrier
Les clubs participants rentrent suivant leur niveau tout au long de la compétition. Au total, 88 clubs participent à cette édition.
| Tour                                                                                | Nom              | Dates                      | Équipes participantes | Équipes gagnantes |
| ----------------------------------------------------------------------------------- | ---------------- | -------------------------- | --------------------- | ----------------- |
| 1 équipe amateur tête de série 6 J2 League 2025 47 vainqueurs de coupe préfectorale |                  |                            |                       |                   |
| 1                                                                                   | Premier Tour     | samedi 24, dimanche 25 mai | 54                    | 27                |
| 19 J1 League 2025 14 J2 League 2025                                                 |                  |                            |                       |                   |
| 2                                                                                   | Deuxième Tour    | mercredi 11 et 18 juin     | 60                    | 30                |
| 3                                                                                   | Troisième Tour   | mercredi 16 juillet        | 30                    | 15                |
| 1 entrée des Urawa Red Diamonds participant à la Coupe du monde des clubs 2025      |                  |                            |                       |                   |
| 4                                                                                   | Quatrième Tour   | mercredi 6 août            | 16                    | 8                 |
| 5                                                                                   | Quarts de finale | mercredi 27 août           | 8                     | 4                 |
| 6                                                                                   | Demi-finales     | dimanche 16 novembre       | 4                     | 2                 |
| 7                                                                                   | Finale           | samedi 22 novembre         | 2                     | 1                 |

## Participant

### Club de J.League et club amateur
| Clubs de J.League 1 (20)        | Clubs de J.League 1 (20)  | Clubs de J.League 2 (20)        | Clubs de J.League 2 (20) |
| Équipe (Nb)                     | Parcours 2024             | Équipe (Nb)                     | Parcours 2024            |
| entre au deuxième tour          | entre au deuxième tour    | entre au deuxième tour          | entre au deuxième tour   |
| ------------------------------- | ------------------------- | ------------------------------- | ------------------------ |
| Vissel Kobe (39e)               | Vainqueur                 | Júbilo Iwata (48e)              | Deuxième tour            |
| Sanfrecce Hiroshima (73e)       | Quarts de finale          | Hokkaido Sapporo (44e)          | Quatrième Tour           |
| FC Machida Zelvia (13e)         | Deuxième tour             | Sagan Tosu (33e)                | Quatrième Tour           |
| Gamba Osaka (45e)               | Finaliste                 | V-Varen Nagasaki (18e)          | Quatrième Tour           |
| Kashima Antlers (41e)           | Quarts de finale          | Montedio Yamagata (33e)         | Troisième Tour           |
| Tokyo Verdy (50e)               | Troisième Tour            | Vegalta Sendai (31e)            | Deuxième tour            |
| FC Tokyo (31e)                  | Troisième Tour            | JEF United Ichihara Chiba (60e) | Quarts de finale         |
| Kawasaki Frontale (42e)         | Troisième Tour            | Tokushima Vortis (37e)          | Troisième Tour           |
| Yokohama F. Marinos (47e)       | Demi-finales              | Iwaki FC (8e)                   | Troisième Tour           |
| Cerezo Osaka (56e)              | Troisième Tour            | Blaublitz Akita (32e)           | Deuxième tour            |
| Nagoya Grampus (48e)            | Deuxième tour             | Renofa Yamaguchi (21e)          | Quarts de finale         |
| Avispa Fukuoka (33e)            | Troisième Tour            | Roasso Kumamoto (25e)           | Deuxième tour            |
| Kyoto Sanga (42e)               | Demi-finales              | Fujieda MYFC (7e)               | Troisième Tour           |
| Shonan Bellmare (53e)           | Quatrième Tour            | Ventforet Kōfu (33e)            | Quatrième Tour           |
| Albirex Niigata (33e)           | Troisième Tour            | entre au premier tour           | entre au premier tour    |
| Kashiwa Reysol (57e)            | Quatrième Tour            | Mito HollyHock (29e)            | Troisième Tour           |
| Shimizu S-Pulse (33e)           | Troisième Tour            | Oita Trinita (29e)              | Quatrième Tour           |
| Yokohama FC (26e)               | Troisième Tour            | Ehime FC (23e)                  | Quatrième Tour           |
| Fagiano Okayama (17e)           | Deuxième tour             | RB Omiya Ardija (30e)           | Deuxième tour            |
| entre au quatrième tour         | entre au quatrième tour   | FC Imabari (15e)                | Premier tour             |
| Urawa Red Diamonds (59e)        | N/Q                       | Kataller Toyama (16e)           | Deuxième tour            |
| Clubs amateur tête de série (2) |                           |                                 |                          |
| Équipe (Nb)                     | Équipe (Nb)               | Parcours 2024                   | Parcours 2024            |
| Université Tōyō (5) (11e)       | Université Tōyō (5) (11e) | N/Q                             | N/Q                      |

### Vainqueurs des championnatspréfectoraux
| Préfectures | Équipe (N) (Nb)                             | Parcours 2024  | Préfectures | Équipe (N) (Nb)                                  | Parcours 2024  |
| ----------- | ------------------------------------------- | -------------- | ----------- | ------------------------------------------------ | -------------- |
| Hokkaidō    | BTOP Hokkaido (5) (5e)                      | N/Q            | Shiga       | Moriyama Samurai 2000 (5) (1er)                  | N/Q            |
| Aomori      | ReinMeer Aomori (4) (4e)                    | N/Q            | Kyoto       | Université Kyoto Sangyo (5) (6e)                 | Premier tour   |
| Iwate       | Iwate Grulla Morioka (4) (18e)              | Deuxième tour  | Osaka       | FC Osaka (3) (7e)                                | N/Q            |
| Miyagi      | Université de Sendai (5) (4e)               | N/Q            | Hyōgo       | Basara Hyogo (5) (1er)                           | N/Q            |
| Akita       | Université d'Asie du Nord (5) (3e)          | N/Q            | Nara        | Nara Club (3) (16e)                              | Deuxième tour  |
| Yamagata    | Oyama SC (6) (4e)                           | Premier tour   | Wakayama    | Arterivo Wakayama (5) (17e)                      | Premier tour   |
| Fukushima   | Fukushima United (3) (13e)                  | Deuxième tour  | Tottori     | Gainare Tottori (3) (27e)                        | Premier tour   |
| Ibaraki     | Université de Tsukuba (5) (35e)             | Troisième Tour | Shimane     | Belugarosso Iwami (5) (4e)                       | Premier tour   |
| Tochigi     | Tochigi SC (3) (25e)                        | Deuxième tour  | Okayama     | Université internationale du Pacifique (5) (1er) | N/Q            |
| Gunma       | Thespa Gunma (3) (22e)                      | Deuxième tour  | Hiroshima   | Fukuyama City (5) (5e)                           | Deuxième tour  |
| Saitama     | Université internationale de Tokyo (6) (4e) | N/Q            | Yamaguchi   | Baleine Shimonoseki (5) (5e)                     | Deuxième tour  |
| Chiba       | Université Juntendō (6) (17e)               | N/Q            | Tokushima   | FC Tokushima (5) (5e)                            | Premier tour   |
| Tokyo       | Université Hōsei (6) (14e)                  | N/Q            | Kagawa      | Kamatamare Sanuki (3) (25e)                      | Deuxième tour  |
| Kanagawa    | SC Sagamihara (3) (4e)                      | Deuxième tour  | Ehime       | Lvnirosso NC (5) (1er)                           | N/Q            |
| Niigata     | Université Niigata (5) (2e)                 | N/Q            | Kōchi       | Kochi United (3) (10e)                           | Deuxième tour  |
| Toyama      | Toyama Shinjo (5) (8e)                      | N/Q            | Fukuoka     | Giravanz Kitakyushu (3) (20e)                    | Deuxième tour  |
| Ishikawa    | Zweigen Kanazawa (3) (21e)                  | Premier tour   | Saga        | Brew Saga (5) (12e)                              | N/Q            |
| Fukui       | Fukui United (5) (17e)                      | Premier tour   | Nagasaki    | Mitsubishi Nagasaki SC (5) (12e)                 | Deuxième tour  |
| Yamanashi   | Université Yamanashi Gakuin (7) (7e)        | Premier tour   | Kumamoto    | Hirondelle Kumamoto () ()                        | N/Q            |
| Nagano      | Matsumoto Yamaga (3) (17e)                  | N/Q            | Ōita        | Verspah Oita (4) (14e)                           | Troisième Tour |
| Gifu        | FC Gifu (3) (19e)                           | Deuxième tour  | Miyazaki    | Veroskronos Tsuno (5) (2e)                       | N/Q            |
| Shizuoka    | Honda FC (4) (45e)                          | Deuxième tour  | Kagoshima   | Kagoshima United (3) (11e)                       | Deuxième tour  |
| Aichi       | Université Chūkyō (5) (9e)                  | Deuxième tour  | Okinawa     | Okinawa SV (4) (6e)                              | Premier tour   |
| Mie         | Veertien Mie (4) (5e)                       | Deuxième tour  | Okinawa     | Okinawa SV (4) (6e)                              | Premier tour   |

## Résultats

### Premier tour
Le 7 mars est publié le calendrier de la compétition et l'ordre des matchs des deux premiers tours.
| Match 1                     | Kamatamare Sanuki (3)                            | 2 - 2 ap 4 - 5 t. a. b. | Kochi United (3)                                  |                                                                         |                                                                         |
| 24 mai 2025 15h00 UTC+09:00 | Iwamoto 59e · Maekawa 116e                       | (0 - 0, 1 - 1, 1 - 1)   | 50e Masaki Shintani · 108e Kozuki                 | Stade Pikara, Marugame Spectateurs : 658 Arbitrage : Takamasa Funahashi | Stade Pikara, Marugame Spectateurs : 658 Arbitrage : Takamasa Funahashi |
| 24 mai 2025 15h00 UTC+09:00 | Ono 19e · Ibayashi 100e                          | Rapport                 | 82e Shintani · 115e Osugi ·                       | Stade Pikara, Marugame Spectateurs : 658 Arbitrage : Takamasa Funahashi | Stade Pikara, Marugame Spectateurs : 658 Arbitrage : Takamasa Funahashi |
| 24 mai 2025 15h00 UTC+09:00 | Maekawa · Iwagishi · Yoshida · Uchida · Ibayashi | Tirs au but 4 - 5       | Uchida · Kobayashi · Kanehara · Fukagawa · Sasaki | Stade Pikara, Marugame Spectateurs : 658 Arbitrage : Takamasa Funahashi | Stade Pikara, Marugame Spectateurs : 658 Arbitrage : Takamasa Funahashi |

| Match 2                     | Fukui United (5) | 1 - 0   | Honda FC (4) |                                                                              |                                                                              |
| 25 mai 2025 13h00 UTC+09:00 | 65e (csc)        | (0 - 0) |              | Stade Technoport Fukui, Sakai Spectateurs : 548 Arbitrage : Shingo Kuniyoshi | Stade Technoport Fukui, Sakai Spectateurs : 548 Arbitrage : Shingo Kuniyoshi |
| 25 mai 2025 13h00 UTC+09:00 | Rapport          |         |              | Stade Technoport Fukui, Sakai Spectateurs : 548 Arbitrage : Shingo Kuniyoshi | Stade Technoport Fukui, Sakai Spectateurs : 548 Arbitrage : Shingo Kuniyoshi |

| Match 3                     | Fukuyama City (5)      | 2 - 1   | FC Tokushima (5)    |                                                                                      |                                                                                      |
| 25 mai 2025 13h00 UTC+09:00 | Matsui 63e · Fujii 83e | (0 - 0) | 60e (pen.) Fujiwara | Edion Peace Wing Hiroshima, Hiroshima Spectateurs : 869 Arbitrage : Yusuke Kanabuchi | Edion Peace Wing Hiroshima, Hiroshima Spectateurs : 869 Arbitrage : Yusuke Kanabuchi |
| 25 mai 2025 13h00 UTC+09:00 |                        | Rapport | 83e Atsumi          | Edion Peace Wing Hiroshima, Hiroshima Spectateurs : 869 Arbitrage : Yusuke Kanabuchi | Edion Peace Wing Hiroshima, Hiroshima Spectateurs : 869 Arbitrage : Yusuke Kanabuchi |

| Match 4                     | Université de Sendai (5) | 2 - 4   | Université Tōyō (JRL)                        |                                                                     |                                                                     |
| 24 mai 2025 13h00 UTC+09:00 | Komatsu 22e · 30e (csc)  | (2 - 4) | 14e 40e Takahashi · 15e Okabe · 45e Miyamoto | Stade de Miyagi, Rifu Spectateurs : 205 Arbitrage : Kiyoto Takeuchi | Stade de Miyagi, Rifu Spectateurs : 205 Arbitrage : Kiyoto Takeuchi |
| 24 mai 2025 13h00 UTC+09:00 | Misawa 88e               | Rapport | 36e Nabeshima · 52e Tasei                    | Stade de Miyagi, Rifu Spectateurs : 205 Arbitrage : Kiyoto Takeuchi | Stade de Miyagi, Rifu Spectateurs : 205 Arbitrage : Kiyoto Takeuchi |

| Match 5                     | Fukushima United (3)                                                                    | 9 - 1   | Université internationale de Tokyo (6) |                                                                       |                                                                       |
| 25 mai 2025 13h00 UTC+09:00 | Mori 12e 55e · Fujitani 25e · Higuchi 31e 46e · Nakamura 35e · Jojo 45e · Ishii 66e 83e | (5 - 1) | 15e Furuya                             | Stade Toho, Fukushima Spectateurs : 633 Arbitrage : Masaaki Hiratsuka | Stade Toho, Fukushima Spectateurs : 633 Arbitrage : Masaaki Hiratsuka |
| 25 mai 2025 13h00 UTC+09:00 | Mori 20e                                                                                | Rapport | 28e Onuma                              | Stade Toho, Fukushima Spectateurs : 633 Arbitrage : Masaaki Hiratsuka | Stade Toho, Fukushima Spectateurs : 633 Arbitrage : Masaaki Hiratsuka |

| Match 6                     | Mito HollyHock (J2) | 0 - 1   | SC Sagamihara (3) |                                                                          |                                                                          |
| 24 mai 2025 13h00 UTC+09:00 |                     | (0 - 0) | 86e Muto          | Stade K's denki Mito, Mito Spectateurs : 1 713 Arbitrage : Takahito Seta | Stade K's denki Mito, Mito Spectateurs : 1 713 Arbitrage : Takahito Seta |
| 24 mai 2025 13h00 UTC+09:00 | Omori 50e           | Rapport | 48e Shimakawa     | Stade K's denki Mito, Mito Spectateurs : 1 713 Arbitrage : Takahito Seta | Stade K's denki Mito, Mito Spectateurs : 1 713 Arbitrage : Takahito Seta |

| Match 7                     | ReinMeer Aomori (4)                                                | 5 - 0   | BTOP Hokkaido (5) |                                                                       |                                                                       |
| 25 mai 2025 13h00 UTC+09:00 | Arita 14e 64e · Nagashima 57e (pen.) · Nishisaka 85e · Saito 90+2e | (1 - 0) |                   | Stade Prifoods, Hachinohe Spectateurs : 292 Arbitrage : Masakazu Kato | Stade Prifoods, Hachinohe Spectateurs : 292 Arbitrage : Masakazu Kato |
| 25 mai 2025 13h00 UTC+09:00 | Rapport                                                            |         |                   | Stade Prifoods, Hachinohe Spectateurs : 292 Arbitrage : Masakazu Kato | Stade Prifoods, Hachinohe Spectateurs : 292 Arbitrage : Masakazu Kato |

| Match 8                     | Veertien Mie (4) | 1 - 0   | Université Yamanashi Gakuin (7) |                                                                              |                                                                              |
| 25 mai 2025 13h00 UTC+09:00 | Ito 72e          | (0 - 0) |                                 | Mie Suzuka Sports Garden, Suzuka Spectateurs : 453 Arbitrage : Satoshi Itaya | Mie Suzuka Sports Garden, Suzuka Spectateurs : 453 Arbitrage : Satoshi Itaya |
| 25 mai 2025 13h00 UTC+09:00 |                  | Rapport | 7e Yoshiru · 45+1e Murata       | Mie Suzuka Sports Garden, Suzuka Spectateurs : 453 Arbitrage : Satoshi Itaya | Mie Suzuka Sports Garden, Suzuka Spectateurs : 453 Arbitrage : Satoshi Itaya |

| Match 9                     | FC Imabari (J2) | 0 - 2   | Kagoshima United (3)     |                                                                             |                                                                             |
| 25 mai 2025 13h00 UTC+09:00 |                 | (0 - 0) | 79e Nduka · 86e Kawamura | Stade ASICS Satoyama, Imabari Spectateurs : 1 597 Arbitrage : Shinya Sasaki | Stade ASICS Satoyama, Imabari Spectateurs : 1 597 Arbitrage : Shinya Sasaki |
| 25 mai 2025 13h00 UTC+09:00 | Rapport         |         |                          | Stade ASICS Satoyama, Imabari Spectateurs : 1 597 Arbitrage : Shinya Sasaki | Stade ASICS Satoyama, Imabari Spectateurs : 1 597 Arbitrage : Shinya Sasaki |

| Match 10                    | Thespa Gunma (3)            | 1 - 0   | Université Hōsei (6) | | |
| 25 mai 2025 13h00 UTC+09:00 | Takazawa 90+6e              | (0 - 0) |                      | Stade Earth Care Gunma Shikishima Football, Maebashi Spectateurs : 1 264 Arbitrage : Masateru Yamada | Stade Earth Care Gunma Shikishima Football, Maebashi Spectateurs : 1 264 Arbitrage : Masateru Yamada |
| 25 mai 2025 13h00 UTC+09:00 | Takazawa 49e · Tanaka 90+4e | Rapport | 90+1e Koike          | Stade Earth Care Gunma Shikishima Football, Maebashi Spectateurs : 1 264 Arbitrage : Masateru Yamada | Stade Earth Care Gunma Shikishima Football, Maebashi Spectateurs : 1 264 Arbitrage : Masateru Yamada |

| Match 11                    | RB Omiya Ardija (J2) | 0 - 1   | Université de Tsukuba (5) |                                                                              |                                                                              |
| 25 mai 2025 14h00 UTC+09:00 |                      | (0 - 1) | 40e Hiroi                 | Stade du parc Omiya, Saitama Spectateurs : 4 826 Arbitrage : Hirokazu Otsubo | Stade du parc Omiya, Saitama Spectateurs : 4 826 Arbitrage : Hirokazu Otsubo |
| 25 mai 2025 14h00 UTC+09:00 | Rapport              |         |                           | Stade du parc Omiya, Saitama Spectateurs : 4 826 Arbitrage : Hirokazu Otsubo | Stade du parc Omiya, Saitama Spectateurs : 4 826 Arbitrage : Hirokazu Otsubo |

| Match 12                    | Okinawa SV (4)                                          | 4 - 1   | Verspah Oita (4) |                                                                                |                                                                                |
| 25 mai 2025 13h00 UTC+09:00 | Shimoguchi 18e · Takashio 26e · Ueno 53e · Kawanaka 67e | (2 - 0) | 52e Takayama     | Stade Okinawa Athletic Park, Okinawa Spectateurs : 290 Arbitrage : Yuki Murata | Stade Okinawa Athletic Park, Okinawa Spectateurs : 290 Arbitrage : Yuki Murata |
| 25 mai 2025 13h00 UTC+09:00 | Ono 39e                                                 | Rapport | 88e Uryu         | Stade Okinawa Athletic Park, Okinawa Spectateurs : 290 Arbitrage : Yuki Murata | Stade Okinawa Athletic Park, Okinawa Spectateurs : 290 Arbitrage : Yuki Murata |

| Match 13                    | Belugarosso Iwami (5) | 0 - 1   | Giravanz Kitakyushu (3) |                                                                                    |                                                                                    |
| 25 mai 2025 13h00 UTC+09:00 |                       | (0 - 1) | 19e Yoshinaga           | Stade d'athlétisme du parc Hamayama, Izumo Spectateurs : 679 Arbitrage : Kota Sato | Stade d'athlétisme du parc Hamayama, Izumo Spectateurs : 679 Arbitrage : Kota Sato |
| 25 mai 2025 13h00 UTC+09:00 |                       | Rapport | 63e Tsubogo             | Stade d'athlétisme du parc Hamayama, Izumo Spectateurs : 679 Arbitrage : Kota Sato | Stade d'athlétisme du parc Hamayama, Izumo Spectateurs : 679 Arbitrage : Kota Sato |

| Match 14                    | Brew Saga (5)              | 2 - 1   | Hirondelle Kumamoto (7) |                                                              |                                                              |
| 24 mai 2025 13h00 UTC+09:00 | 22e (csc) · Hirakata 66e   | (1 - 1) | 25e Morita              | Stade Saga, Saga Spectateurs : 235 Arbitrage : Tatsuya Sakai | Stade Saga, Saga Spectateurs : 235 Arbitrage : Tatsuya Sakai |
| 24 mai 2025 13h00 UTC+09:00 | Inokuchi 41e · Yoshida 85e | Rapport | 54e Morita              | Stade Saga, Saga Spectateurs : 235 Arbitrage : Tatsuya Sakai | Stade Saga, Saga Spectateurs : 235 Arbitrage : Tatsuya Sakai |

| Match 15                    | Baleine Shimonoseki (5)        | 2 - 1 ap              | Université internationale du Pacifique (5)     |                                                                                  |                                                                                  |
| 25 mai 2025 13h00 UTC+09:00 | Toda 64e · Kamimura 97e        | (0 - 1, 1 - 1, 2 - 1) | 25e Ono                                        | Stade Saving Athletic, Shimonoseki Spectateurs : 712 Arbitrage : Takao Nishiyama | Stade Saving Athletic, Shimonoseki Spectateurs : 712 Arbitrage : Takao Nishiyama |
| 25 mai 2025 13h00 UTC+09:00 | Kamimura 90+3e · Fujimoto 113e | Rapport               | {(sent off\|2\|31\|59}} Inoue · 116e Nishitani | Stade Saving Athletic, Shimonoseki Spectateurs : 712 Arbitrage : Takao Nishiyama | Stade Saving Athletic, Shimonoseki Spectateurs : 712 Arbitrage : Takao Nishiyama |

| Match 16                    | FC Gifu (3)                      | 3 - 1   | Toyama Shinjo (5)  |                                                                     |                                                                     |
| 24 mai 2025 13h00 UTC+09:00 | Aihara 3e · Kai 53e · Nozawa 85e | (1 - 0) | 88e Matsuoka       | Gifu Nagaragawa Meadow, Gifu Spectateurs : 835 Arbitrage : Yuta Oho | Gifu Nagaragawa Meadow, Gifu Spectateurs : 835 Arbitrage : Yuta Oho |
| 24 mai 2025 13h00 UTC+09:00 |                                  | Rapport | 30e Ono · 38e Endo | Gifu Nagaragawa Meadow, Gifu Spectateurs : 835 Arbitrage : Yuta Oho | Gifu Nagaragawa Meadow, Gifu Spectateurs : 835 Arbitrage : Yuta Oho |

| Match 17                    | Matsumoto Yamaga (3)      | 2 - 1 ap              | FC Osaka (3)                |                                                                          |                                                                          |
| 25 mai 2025 13h00 UTC+09:00 | Murakoshi 25e · Kikui 97e | (1 - 0, 1 - 1, 2 - 1) | 71e Kawakami                | Stade Matsumoto, Matsumoto Spectateurs : 3 560 Arbitrage : Yuki Nakayama | Stade Matsumoto, Matsumoto Spectateurs : 3 560 Arbitrage : Yuki Nakayama |
| 25 mai 2025 13h00 UTC+09:00 | Inafuku 40e · Vargas 86e  | Rapport               | 30e Nishimura · 74e Akiyama | Stade Matsumoto, Matsumoto Spectateurs : 3 560 Arbitrage : Yuki Nakayama | Stade Matsumoto, Matsumoto Spectateurs : 3 560 Arbitrage : Yuki Nakayama |

| Match 18                    | Zweigen Kanazawa (3)                                                              | 6 - 0   | Université Chūkyō (5) |                                                                       |                                                                       |
| 25 mai 2025 13h00 UTC+09:00 | Shinomiya 15e · Toshida 56e · Miyazaki 57e · Otani 63e · Toshida 71e · Patric 86e | (1 - 0) |                       | Stade Kanazawa, Kanazawa Spectateurs : 1 385 Arbitrage : Yuki Nishida | Stade Kanazawa, Kanazawa Spectateurs : 1 385 Arbitrage : Yuki Nishida |
| 25 mai 2025 13h00 UTC+09:00 |                                                                                   | Rapport | 55e Nasu · 87e Muto   | Stade Kanazawa, Kanazawa Spectateurs : 1 385 Arbitrage : Yuki Nishida | Stade Kanazawa, Kanazawa Spectateurs : 1 385 Arbitrage : Yuki Nishida |

| Match 19                    | Oita Trinita (J2)   | 2 - 0   | Lvnirosso NC (5)           |                                                                  |                                                                  |
| 25 mai 2025 13h00 UTC+09:00 | Arima 17e · Isa 36e | (2 - 0) |                            | Stade d'Oita, Ōita Spectateurs : 3 168 Arbitrage : Hiromichi Oka | Stade d'Oita, Ōita Spectateurs : 3 168 Arbitrage : Hiromichi Oka |
| 25 mai 2025 13h00 UTC+09:00 |                     | Rapport | 28e, 40e Ito · 47e Katsura | Stade d'Oita, Ōita Spectateurs : 3 168 Arbitrage : Hiromichi Oka | Stade d'Oita, Ōita Spectateurs : 3 168 Arbitrage : Hiromichi Oka |

| Match 20                    | Arterivo Wakayama (5)                        | 4 - 3   | Basara Hyogo (5)                          |                                                                               |                                                                               |
| 25 mai 2025 13h00 UTC+09:00 | Osako 15e · Shimotsuma 33e · Sugiura 67e 80e | (2 - 1) | 28e Igarashi · 53e Yeom T.H. · 90+3e Mori | Stade Kimiidera Athletic, Wakayama Spectateurs : 501 Arbitrage : Fumiya Honda | Stade Kimiidera Athletic, Wakayama Spectateurs : 501 Arbitrage : Fumiya Honda |
| 25 mai 2025 13h00 UTC+09:00 | Kuwajima 65e                                 | Rapport | 46e Igarashi                              | Stade Kimiidera Athletic, Wakayama Spectateurs : 501 Arbitrage : Fumiya Honda | Stade Kimiidera Athletic, Wakayama Spectateurs : 501 Arbitrage : Fumiya Honda |

| Match 21                    | Université Kyoto Sangyo (5)         | 3 - 1   | Moriyama Samurai 2000 (5) |                                                                           |                                                                           |
| 24 mai 2025 13h00 UTC+09:00 | NIshikawa 61e · Ogura 70e · Ito 90e | (0 - 0) | 58e Oshima                | Stade Takebishi Kyoto, Kyoto Spectateurs : 549 Arbitrage : Shungo Kikuchi | Stade Takebishi Kyoto, Kyoto Spectateurs : 549 Arbitrage : Shungo Kikuchi |
| 24 mai 2025 13h00 UTC+09:00 | Tashiro 40e                         | Rapport |                           | Stade Takebishi Kyoto, Kyoto Spectateurs : 549 Arbitrage : Shungo Kikuchi | Stade Takebishi Kyoto, Kyoto Spectateurs : 549 Arbitrage : Shungo Kikuchi |

| Match 22                    | Kataller Toyama (J2)    | 2 - 1   | Université Juntendō (6) |                                                                              |                                                                              |
| 25 mai 2025 13h00 UTC+09:00 | Usui 67e · Furukawa 70e | (0 - 1) | 16e Oi                  | Takaoka Sports Core, Takaoka Spectateurs : 1 754 Arbitrage : Kentaro Uematsu | Takaoka Sports Core, Takaoka Spectateurs : 1 754 Arbitrage : Kentaro Uematsu |
| 25 mai 2025 13h00 UTC+09:00 |                         | Rapport | 55e Oi                  | Takaoka Sports Core, Takaoka Spectateurs : 1 754 Arbitrage : Kentaro Uematsu | Takaoka Sports Core, Takaoka Spectateurs : 1 754 Arbitrage : Kentaro Uematsu |

| Match 23                    | Nara Club (3)                                   | 3 - 1 ap              | Université Niigata (5) |                                                                        |                                                                        |
| 24 mai 2025 13h00 UTC+09:00 | Nakashima 25e · Kawatani 105+2e · Tamura 120+1e | (1 - 0, 1 - 1, 2 - 1) | 75e Takehara           | Rohto Field Nara, Nara Spectateurs : 360 Arbitrage : Mutsumi Takahashi | Rohto Field Nara, Nara Spectateurs : 360 Arbitrage : Mutsumi Takahashi |
| 24 mai 2025 13h00 UTC+09:00 | Nakashima 35e · Okada 93e                       | Rapport               |                        | Rohto Field Nara, Nara Spectateurs : 360 Arbitrage : Mutsumi Takahashi | Rohto Field Nara, Nara Spectateurs : 360 Arbitrage : Mutsumi Takahashi |

| Match 24                    | Iwate Grulla Morioka (4)                                                            | 6 - 0   | Université d'Asie du Nord (5) |                                                             |                                                             |
| 25 mai 2025 13h00 UTC+09:00 | Wada 9e · Won T.-R. 36e · Matsumura 44e · Fujishima 55e · Yomesaka 71e · Sillas 75e | (3 - 0) |                               | Stade Iwagin, Morioka Spectateurs : 355 Arbitrage : Ryû Mao | Stade Iwagin, Morioka Spectateurs : 355 Arbitrage : Ryû Mao |
| 25 mai 2025 13h00 UTC+09:00 | Rapport                                                                             |         |                               | Stade Iwagin, Morioka Spectateurs : 355 Arbitrage : Ryû Mao | Stade Iwagin, Morioka Spectateurs : 355 Arbitrage : Ryû Mao |

| Match 25                    | Tochigi SC (3)                                | 5 - 0   | Oyama SC (6) |                                                                            |                                                                            |
| 24 mai 2025 13h00 UTC+09:00 | Hoshino 26e 43e 60e · Igarashi 59e · Mori 90e | (2 - 0) |              | Stade Tochigi Green, Utsunomiya Spectateurs : 1 217 Arbitrage : Kenshi Uda | Stade Tochigi Green, Utsunomiya Spectateurs : 1 217 Arbitrage : Kenshi Uda |
| 24 mai 2025 13h00 UTC+09:00 |                                               | Rapport | 27e Nakamura | Stade Tochigi Green, Utsunomiya Spectateurs : 1 217 Arbitrage : Kenshi Uda | Stade Tochigi Green, Utsunomiya Spectateurs : 1 217 Arbitrage : Kenshi Uda |

| Match 26                    | Ehime FC (J2)             | 1 - 0   | Mitsubishi Nagasaki SC (5) |                                                                       |                                                                       |
| 24 mai 2025 13h00 UTC+09:00 | Kubota 55e                | (0 - 0) |                            | Stade Ningineer, Matsuyama Spectateurs : 662 Arbitrage : Ryo Munakata | Stade Ningineer, Matsuyama Spectateurs : 662 Arbitrage : Ryo Munakata |
| 24 mai 2025 13h00 UTC+09:00 | Taguchi 22e · Viana 90+2e | Rapport | 60e Ihara · 68e Nakahara   | Stade Ningineer, Matsuyama Spectateurs : 662 Arbitrage : Ryo Munakata | Stade Ningineer, Matsuyama Spectateurs : 662 Arbitrage : Ryo Munakata |

| Match 27                    | Veroskronos Tsuno (5)       | 2 - 1   | Gainare Tottori (3) |                                                                                                  |                                                                                                  |
| 24 mai 2025 13h00 UTC+09:00 | Matsumoto 20e · Kammera 67e | (1 - 0) | 76e Fukoin          | Stade Ichigo Miyazaki Shintomi Football, Shintomi Spectateurs : 344 Arbitrage : Takuya Kobayashi | Stade Ichigo Miyazaki Shintomi Football, Shintomi Spectateurs : 344 Arbitrage : Takuya Kobayashi |
| 24 mai 2025 13h00 UTC+09:00 | Fujimoto 34e                | Rapport |                     | Stade Ichigo Miyazaki Shintomi Football, Shintomi Spectateurs : 344 Arbitrage : Takuya Kobayashi | Stade Ichigo Miyazaki Shintomi Football, Shintomi Spectateurs : 344 Arbitrage : Takuya Kobayashi |

### Deuxième tour
Le 7 mars est publié le calendrier de la compétition et l'ordre des matchs des deux premiers tours.
| Match 28                     | Vissel Kobe (J1)                              | 4 - 1   | Kochi United (3)                             |                                                                            |                                                                            |
| 11 juin 2025 19h00 UTC+09:00 | 10e (csc) · Erik 50e · 64e (csc) · Hirose 84e | (1 - 0) | 75e Miyoshi                                  | Stade du parc Misaki, Kobe Spectateurs : 4 597 Arbitrage : Akihiko Ikeuchi | Stade du parc Misaki, Kobe Spectateurs : 4 597 Arbitrage : Akihiko Ikeuchi |
| 11 juin 2025 19h00 UTC+09:00 | Ogihara 79e                                   | Rapport | 7e Ito · 29e Park · 33e Suto · 87e Kobayashi | Stade du parc Misaki, Kobe Spectateurs : 4 597 Arbitrage : Akihiko Ikeuchi | Stade du parc Misaki, Kobe Spectateurs : 4 597 Arbitrage : Akihiko Ikeuchi |

| Match 29                     | Ventforet Kōfu (J2)    | 2 - 1   | Fukui United (5)   |                                                                             |                                                                             |
| 11 juin 2025 19h00 UTC+09:00 | Inoue 15e · Sanpei 62e | (1 - 0) | 65e Itsuki Takagai | Stade Kose Sports Park, Kōfu Spectateurs : 2 757 Arbitrage : Tomohiro Inoué | Stade Kose Sports Park, Kōfu Spectateurs : 2 757 Arbitrage : Tomohiro Inoué |
| 11 juin 2025 19h00 UTC+09:00 | Koide 34e · Araki 45e  | Rapport |                    | Stade Kose Sports Park, Kōfu Spectateurs : 2 757 Arbitrage : Tomohiro Inoué | Stade Kose Sports Park, Kōfu Spectateurs : 2 757 Arbitrage : Tomohiro Inoué |

| Match 30                     | Albirex Niigata (J1) | 1 - 0 ap              | Fukuyama City (5)       |                                                                   |                                                                   |
| 11 juin 2025 19h00 UTC+09:00 | Kasai 108e           | (0 - 0, 0 - 0, 0 - 0) |                         | Stade Denka, Niigata Spectateurs : 5 653 Arbitrage : Naoto Uehara | Stade Denka, Niigata Spectateurs : 5 653 Arbitrage : Naoto Uehara |
| 11 juin 2025 19h00 UTC+09:00 |                      | Rapport               | 2e Takata · 117e Sawada | Stade Denka, Niigata Spectateurs : 5 653 Arbitrage : Naoto Uehara | Stade Denka, Niigata Spectateurs : 5 653 Arbitrage : Naoto Uehara |

| Match 31                     | Kashiwa Reysol (J1)                                 | 0 - 2                 | Université Tōyō (JRL)         |                                                                      |                                                                      |
| 11 juin 2025 19h00 UTC+09:00 |                                                     | (0 - 0, 0 - 0, 0 - 0) | 107e Yamanouchi · 120+1e Yoda | Stade Kashiwa, Kashiwa Spectateurs : 3 052 Arbitrage : Koji Takasaki | Stade Kashiwa, Kashiwa Spectateurs : 3 052 Arbitrage : Koji Takasaki |
| 11 juin 2025 19h00 UTC+09:00 | Inukai 10e · Toshima 14e · Shirai 17e · Noda 105+2e | Rapport               | 101e Ohashi                   | Stade Kashiwa, Kashiwa Spectateurs : 3 052 Arbitrage : Koji Takasaki | Stade Kashiwa, Kashiwa Spectateurs : 3 052 Arbitrage : Koji Takasaki |

| Match 32                     | Kawasaki Frontale (J1)                        | 4 - 3   | Fukushima United (3)                   |                                                                                     |                                                                                     |
| 11 juin 2025 19h00 UTC+09:00 | Yamada 29e 51e · Wakizaka 64e · Kobayashi 84e | (1 - 1) | 9e Kota Mori · 89e Yajima · 90+1e Kano | Stade Kawasaki Todoroki, Kawasaki Spectateurs : 7 942 Arbitrage : Yoshimi Yamashita | Stade Kawasaki Todoroki, Kawasaki Spectateurs : 7 942 Arbitrage : Yoshimi Yamashita |
| 11 juin 2025 19h00 UTC+09:00 |                                               | Rapport | 21e Toma                               | Stade Kawasaki Todoroki, Kawasaki Spectateurs : 7 942 Arbitrage : Yoshimi Yamashita | Stade Kawasaki Todoroki, Kawasaki Spectateurs : 7 942 Arbitrage : Yoshimi Yamashita |

| Match 33                     | Júbilo Iwata (J2) | 1 - 2   | SC Sagamihara (3)                      |                                                                     |                                                                     |
| 11 juin 2025 19h00 UTC+09:00 | Kawasaki 23e      | (1 - 0) | 61e (pen.) Takagi · 90+4e Furtado      | Stade Yamaha, Iwata Spectateurs : 3 569 Arbitrage : Tetsuro Yoshida | Stade Yamaha, Iwata Spectateurs : 3 569 Arbitrage : Tetsuro Yoshida |
| 11 juin 2025 19h00 UTC+09:00 | Sato 88e          | Rapport | 5e Pytlik · 69e Tokida · 90+5e Furtado | Stade Yamaha, Iwata Spectateurs : 3 569 Arbitrage : Tetsuro Yoshida | Stade Yamaha, Iwata Spectateurs : 3 569 Arbitrage : Tetsuro Yoshida |

| Match 34                     | Yokohama F. Marinos (J1) | 0 - 2   | ReinMeer Aomori (4)                 |                                                                                             |                                                                                             |
| 11 juin 2025 18h30 UTC+09:00 |                          | (0 - 2) | 35e (pen.) Hirosue · 45+1e Fernando | Stade NHK Spring Mitsuzawa Football, Yokohama Spectateurs : 4 964 Arbitrage : Hide Kawamata | Stade NHK Spring Mitsuzawa Football, Yokohama Spectateurs : 4 964 Arbitrage : Hide Kawamata |
| 11 juin 2025 18h30 UTC+09:00 | Inoue 72e                | Rapport | 57e Tamura                          | Stade NHK Spring Mitsuzawa Football, Yokohama Spectateurs : 4 964 Arbitrage : Hide Kawamata | Stade NHK Spring Mitsuzawa Football, Yokohama Spectateurs : 4 964 Arbitrage : Hide Kawamata |

| Match 35                     | Iwaki FC (J2) | 1 - 2   | Blaublitz Akita (J2)     |                                                                             |                                                                             |
| 11 juin 2025 19h00 UTC+09:00 | Tanimura 85e  | (0 - 0) | 51e 53e Sagawa           | Stade Hawaiians Iwaki, Iwaki Spectateurs : 1 797 Arbitrage : Hayato Shimizu | Stade Hawaiians Iwaki, Iwaki Spectateurs : 1 797 Arbitrage : Hayato Shimizu |
| 11 juin 2025 19h00 UTC+09:00 | Tanimura 68e  | Rapport | 36e Ozaki · 49e Nakamura | Stade Hawaiians Iwaki, Iwaki Spectateurs : 1 797 Arbitrage : Hayato Shimizu | Stade Hawaiians Iwaki, Iwaki Spectateurs : 1 797 Arbitrage : Hayato Shimizu |

| Match 36                     | Gamba Osaka (J1)        | 2 - 1   | Veertien Mie (4) |                                                                                |                                                                                |
| 18 juin 2025 19h00 UTC+09:00 | Sasaki 58e · Hümmet 67e | (0 - 0) | 56e Otake        | Stade de football de Suita, Suita Spectateurs : 6 165 Arbitrage : Yusuke Araki | Stade de football de Suita, Suita Spectateurs : 6 165 Arbitrage : Yusuke Araki |
| 18 juin 2025 19h00 UTC+09:00 |                         | Rapport | 5e Aiba          | Stade de football de Suita, Suita Spectateurs : 6 165 Arbitrage : Yusuke Araki | Stade de football de Suita, Suita Spectateurs : 6 165 Arbitrage : Yusuke Araki |

| Match 37                     | Montedio Yamagata (J2)     | 2 - 1   | Kagoshima United (3) |                                                                              |                                                                              |
| 11 juin 2025 19h00 UTC+09:00 | Sakamoto 4e · Fujimoto 80e | (1 - 0) | 63e Yonezawa         | Stade du parc Yamagata, Tendō Spectateurs : 2 578 Arbitrage : Keisuke Nobori | Stade du parc Yamagata, Tendō Spectateurs : 2 578 Arbitrage : Keisuke Nobori |
| 11 juin 2025 19h00 UTC+09:00 | Rapport                    |         |                      | Stade du parc Yamagata, Tendō Spectateurs : 2 578 Arbitrage : Keisuke Nobori | Stade du parc Yamagata, Tendō Spectateurs : 2 578 Arbitrage : Keisuke Nobori |

| Match 38                     | Kashima Antlers (J1)           | 4 - 0   | Thespa Gunma (3)                        |                                                                           |                                                                           |
| 11 juin 2025 19h00 UTC+09:00 | 36e (csc) · Suzuki 50e 55e 86e | (1 - 0) |                                         | Stade de Kashima, Kashima Spectateurs : 6 108 Arbitrage : Hiroyuki Kimura | Stade de Kashima, Kashima Spectateurs : 6 108 Arbitrage : Hiroyuki Kimura |
| 11 juin 2025 19h00 UTC+09:00 |                                | Rapport | 15e Adachi · 27e Tagashira · 62e Tanaka | Stade de Kashima, Kashima Spectateurs : 6 108 Arbitrage : Hiroyuki Kimura | Stade de Kashima, Kashima Spectateurs : 6 108 Arbitrage : Hiroyuki Kimura |

| Match 39                     | V-Varen Nagasaki (J2)      | 2 - 1   | Université de Tsukuba (5) |                                                                                               |                                                                                               |
| 11 juin 2025 19h00 UTC+09:00 | Kasayanagi 5e · Nagura 24e | (2 - 0) | 90+2e Kobayashi           | Peace Stadium Connected by SoftBank, Nagasaki Spectateurs : 5 204 Arbitrage : Shuhei Ishimaru | Peace Stadium Connected by SoftBank, Nagasaki Spectateurs : 5 204 Arbitrage : Shuhei Ishimaru |
| 11 juin 2025 19h00 UTC+09:00 | Diop 90e                   | Rapport | 53e Ikegaya               | Peace Stadium Connected by SoftBank, Nagasaki Spectateurs : 5 204 Arbitrage : Shuhei Ishimaru | Peace Stadium Connected by SoftBank, Nagasaki Spectateurs : 5 204 Arbitrage : Shuhei Ishimaru |

| Match 40                     | Avispa Fukuoka (J1)   | 2 - 0   | Okinawa SV (4)            |                                                                        |                                                                        |
| 11 juin 2025 19h00 UTC+09:00 | Maeda 65e · 89e (csc) | (0 - 0) |                           | Level5 Stadium, Fukuoka Spectateurs : 2 078 Arbitrage : Keigo Sadataté | Level5 Stadium, Fukuoka Spectateurs : 2 078 Arbitrage : Keigo Sadataté |
| 11 juin 2025 19h00 UTC+09:00 | Shichi 51e            | Rapport | 38e Shimoguchi · 80e Arai | Level5 Stadium, Fukuoka Spectateurs : 2 078 Arbitrage : Keigo Sadataté | Level5 Stadium, Fukuoka Spectateurs : 2 078 Arbitrage : Keigo Sadataté |

| Match 41                     | Fagiano Okayama (J1)     | 0 - 2   | Giravanz Kitakyushu (3)    |                                                                             |                                                                             |
| 11 juin 2025 19h00 UTC+09:00 |                          | (0 - 1) | 12e Kawabe · 52e Yoshihara | Stade JFE Harenokuni, Okayama Spectateurs : 3 944 Arbitrage : Daichi Shiino | Stade JFE Harenokuni, Okayama Spectateurs : 3 944 Arbitrage : Daichi Shiino |
| 11 juin 2025 19h00 UTC+09:00 | Fujii 82e · Ichimi 90+4e | Rapport | 61e Tanaka · 75e Sakamoto  | Stade JFE Harenokuni, Okayama Spectateurs : 3 944 Arbitrage : Daichi Shiino | Stade JFE Harenokuni, Okayama Spectateurs : 3 944 Arbitrage : Daichi Shiino |

| Match 42                     | Sanfrecce Hiroshima (J1)  | 3 - 1   | Brew Saga (5) |                                                                                      |                                                                                      |
| 11 juin 2025 18h30 UTC+09:00 | Marcos 4e 33e · Maeda 81e | (2 - 1) | 41e Kasuya    | Stade Fukuyama Tsuun Rose, Fukuyama Spectateurs : 3 942 Arbitrage : Futoshi Nakamura | Stade Fukuyama Tsuun Rose, Fukuyama Spectateurs : 3 942 Arbitrage : Futoshi Nakamura |
| 11 juin 2025 18h30 UTC+09:00 |                           | Rapport | 86e Higa      | Stade Fukuyama Tsuun Rose, Fukuyama Spectateurs : 3 942 Arbitrage : Futoshi Nakamura | Stade Fukuyama Tsuun Rose, Fukuyama Spectateurs : 3 942 Arbitrage : Futoshi Nakamura |

| Match 43                     | Fujieda MYFC (J2) | 2 - 0   | Baleine Shimonoseki (5) |                                                                            |                                                                            |
| 11 juin 2025 19h00 UTC+09:00 | Diamanka 63e 70e  | (0 - 0) |                         | Stade Fujieda Soccer, Fujieda Spectateurs : 810 Arbitrage : Yousuke Kubota | Stade Fujieda Soccer, Fujieda Spectateurs : 810 Arbitrage : Yousuke Kubota |
| 11 juin 2025 19h00 UTC+09:00 | Osone 85e         | Rapport |                         | Stade Fujieda Soccer, Fujieda Spectateurs : 810 Arbitrage : Yousuke Kubota | Stade Fujieda Soccer, Fujieda Spectateurs : 810 Arbitrage : Yousuke Kubota |

| Match 44                     | Shonan Bellmare (J1)       | 2 - 0   | FC Gifu (3) |                                                                                      |                                                                                      |
| 11 juin 2025 19h00 UTC+09:00 | Suzuki 63e · Kim M.-T. 67e | (0 - 0) |             | Stade Lemon Gas Hiratsuka, Hiratsuka Spectateurs : 2 188 Arbitrage : Yoshiro Imamura | Stade Lemon Gas Hiratsuka, Hiratsuka Spectateurs : 2 188 Arbitrage : Yoshiro Imamura |
| 11 juin 2025 19h00 UTC+09:00 | Rapport                    |         |             | Stade Lemon Gas Hiratsuka, Hiratsuka Spectateurs : 2 188 Arbitrage : Yoshiro Imamura | Stade Lemon Gas Hiratsuka, Hiratsuka Spectateurs : 2 188 Arbitrage : Yoshiro Imamura |

| Match 45                     | Shimizu S-Pulse (J1)                                  | 4 - 2   | Matsumoto Yamaga (3) |                                                                                   |                                                                                   |
| 11 juin 2025 19h00 UTC+09:00 | Nakahara 5e · Sumiyoshi 10e · Yajima 48e · Yumiba 77e | (2 - 1) | 45+1e 65e Ninomiya   | Stade du parc Nihondaira, Shizuoka Spectateurs : 4 582 Arbitrage : Kouki Nagamine | Stade du parc Nihondaira, Shizuoka Spectateurs : 4 582 Arbitrage : Kouki Nagamine |
| 11 juin 2025 19h00 UTC+09:00 | Inui 76e                                              | Rapport | 55e Asakawa          | Stade du parc Nihondaira, Shizuoka Spectateurs : 4 582 Arbitrage : Kouki Nagamine | Stade du parc Nihondaira, Shizuoka Spectateurs : 4 582 Arbitrage : Kouki Nagamine |

| Match 46                     | FC Tokyo (J1)               | 3 - 1   | Zweigen Kanazawa (3)                |                                                                       |                                                                       |
| 18 juin 2025 19h00 UTC+09:00 | Sato 32e 44e · Nagakura 85e | (2 - 0) | 89e Murata                          | Stade Ajinomoto, Tokyo Spectateurs : 5 651 Arbitrage : Hayato Shimizu | Stade Ajinomoto, Tokyo Spectateurs : 5 651 Arbitrage : Hayato Shimizu |
| 18 juin 2025 19h00 UTC+09:00 |                             | Rapport | 10e Jari · 24e Shirai · 37e Toshida | Stade Ajinomoto, Tokyo Spectateurs : 5 651 Arbitrage : Hayato Shimizu | Stade Ajinomoto, Tokyo Spectateurs : 5 651 Arbitrage : Hayato Shimizu |

| Match 47                     | Hokkaido Consadole Sapporo (J2)     | 2 - 2 ap 3 - 5 t. a. b. | Oita Trinita (J2)                           |                                                                  |                                                                  |
| 18 juin 2025 19h00 UTC+09:00 | Kido 24e · Izuma 28e                | (2 - 1, 2 - 2, 2 - 2)   | 39e Satsukawa · 90+5e Utsumoto              | Sapporo Dome, Sapporo Spectateurs : 4 316 Arbitrage : Koya Yukie | Sapporo Dome, Sapporo Spectateurs : 4 316 Arbitrage : Koya Yukie |
| 18 juin 2025 19h00 UTC+09:00 | Ieizumi 90+4e                       | Rapport                 | 77e Fujiwara ·                              | Sapporo Dome, Sapporo Spectateurs : 4 316 Arbitrage : Koya Yukie | Sapporo Dome, Sapporo Spectateurs : 4 316 Arbitrage : Koya Yukie |
| 18 juin 2025 19h00 UTC+09:00 | Shirai · Takamine · Kodama · Tanaka | Tirs au but 3 - 5       | Isa · Amagasa · Ikeda · Utsumoto · Fujiwara | Sapporo Dome, Sapporo Spectateurs : 4 316 Arbitrage : Koya Yukie | Sapporo Dome, Sapporo Spectateurs : 4 316 Arbitrage : Koya Yukie |

| Match 48                     | Cerezo Osaka (J1)                                                     | 5 - 0   | Arterivo Wakayama (5) |                                                                             |                                                                             |
| 11 juin 2025 19h00 UTC+09:00 | Bueno 31e · Andrade 50e · Ratão 64e · Noborizato 87e · Furuyama 90+1e | (1 - 0) |                       | Stade de football de Nagai, Osaka Spectateurs : 4 195 Arbitrage : Yuzo Suya | Stade de football de Nagai, Osaka Spectateurs : 4 195 Arbitrage : Yuzo Suya |
| 11 juin 2025 19h00 UTC+09:00 | Nakajima 60e                                                          | Rapport |                       | Stade de football de Nagai, Osaka Spectateurs : 4 195 Arbitrage : Yuzo Suya | Stade de football de Nagai, Osaka Spectateurs : 4 195 Arbitrage : Yuzo Suya |

| Match 49                     | Tokushima Vortis (J2)   | 2 - 1   | Renofa Yamaguchi (J2) |                                                                             |                                                                             |
| 11 juin 2025 18h30 UTC+09:00 | Hyon 18e · Tsuboi 90+2e | (1 - 0) | 58e Suenaga           | Stade Naruto Athletic, Naruto Spectateurs : 1 498 Arbitrage : Hiromichi Oka | Stade Naruto Athletic, Naruto Spectateurs : 1 498 Arbitrage : Hiromichi Oka |
| 11 juin 2025 18h30 UTC+09:00 | Hyon 57e                | Rapport | 80e Ozawa             | Stade Naruto Athletic, Naruto Spectateurs : 1 498 Arbitrage : Hiromichi Oka | Stade Naruto Athletic, Naruto Spectateurs : 1 498 Arbitrage : Hiromichi Oka |

| Match 50                     | FC Machida Zelvia (J1) | 2 - 1   | Université Kyoto Sangyo (5) |                                                                               |                                                                               |
| 11 juin 2025 18h30 UTC+09:00 | Fujio 86e · Soma 90+2e | (0 - 0) | 58e Hasegawa                | Stade Machida GION, Machida Spectateurs : 1 704 Arbitrage : Takafumi Mikuriya | Stade Machida GION, Machida Spectateurs : 1 704 Arbitrage : Takafumi Mikuriya |
| 11 juin 2025 18h30 UTC+09:00 | Sento 88e              | Rapport |                             | Stade Machida GION, Machida Spectateurs : 1 704 Arbitrage : Takafumi Mikuriya | Stade Machida GION, Machida Spectateurs : 1 704 Arbitrage : Takafumi Mikuriya |

| Match 51                     | Vegalta Sendai (J2)                    | 0 - 1   | Kataller Toyama (J2)                            |                                                                    |                                                                    |
| 11 juin 2025 19h00 UTC+09:00 |                                        | (0 - 1) | 45+2e Takahashi                                 | Stade de Miyagi, Rifu Spectateurs : 1 719 Arbitrage : Reiko Tanaka | Stade de Miyagi, Rifu Spectateurs : 1 719 Arbitrage : Reiko Tanaka |
| 11 juin 2025 19h00 UTC+09:00 | Yutani 37e · Saneto 46e · Yasuno 90+2e | Rapport | 22e Nabeta · 61e Take · 81e Shiina · 84e Fuseya | Stade de Miyagi, Rifu Spectateurs : 1 719 Arbitrage : Reiko Tanaka | Stade de Miyagi, Rifu Spectateurs : 1 719 Arbitrage : Reiko Tanaka |

| Match 52                     | Kyoto Sanga (J1) | 1 - 0   | Nara Club (3) |                                                                                |                                                                                |
| 11 juin 2025 19h00 UTC+09:00 | Fukuda 87e       | (0 - 0) |               | Stade Sanga by Kyocera, Kameoka Spectateurs : 3 774 Arbitrage : Yudai Yamamoto | Stade Sanga by Kyocera, Kameoka Spectateurs : 3 774 Arbitrage : Yudai Yamamoto |
| 11 juin 2025 19h00 UTC+09:00 | Rapport          |         |               | Stade Sanga by Kyocera, Kameoka Spectateurs : 3 774 Arbitrage : Yudai Yamamoto | Stade Sanga by Kyocera, Kameoka Spectateurs : 3 774 Arbitrage : Yudai Yamamoto |

| Match 53                     | Yokohama FC (J1)         | 2 - 1   | Iwate Grulla Morioka (4)              |                                                                                                  |                                                                                                  |
| 18 juin 2025 18h30 UTC+09:00 | Muroi 63e · Ogura 90+4e  | (0 - 0) | 70e Muta                              | Stade NHK Spring Mitsuzawa Football, Yokohama Spectateurs : 1 557 Arbitrage : Koichirō Fukushima | Stade NHK Spring Mitsuzawa Football, Yokohama Spectateurs : 1 557 Arbitrage : Koichirō Fukushima |
| 18 juin 2025 18h30 UTC+09:00 | Iwatake 58e · Suzuki 71e | Rapport | 3e Kogure · 19e Sillas · 22e Fujimoto | Stade NHK Spring Mitsuzawa Football, Yokohama Spectateurs : 1 557 Arbitrage : Koichirō Fukushima | Stade NHK Spring Mitsuzawa Football, Yokohama Spectateurs : 1 557 Arbitrage : Koichirō Fukushima |

| Match 54                     | Tokyo Verdy (J1)                        | 3 - 1   | Tochigi SC (3)         |                                                                     |                                                                     |
| 11 juin 2025 19h00 UTC+09:00 | Tsunashima 4e · Suzuki 44e · Yamami 50e | (2 - 1) | 32e Takahashi          | Stade Ajinomoto, Tokyo Spectateurs : 2 726 Arbitrage : Takuto Okabe | Stade Ajinomoto, Tokyo Spectateurs : 2 726 Arbitrage : Takuto Okabe |
| 11 juin 2025 19h00 UTC+09:00 |                                         | Rapport | 48e Ide · 69e Fujiwara | Stade Ajinomoto, Tokyo Spectateurs : 2 726 Arbitrage : Takuto Okabe | Stade Ajinomoto, Tokyo Spectateurs : 2 726 Arbitrage : Takuto Okabe |

| Match 55                     | Sagan Tosu (J2) | 1 - 0   | Ehime FC (J2)                                   |                                                                   |                                                                   |
| 11 juin 2025 19h00 UTC+09:00 | Suzuki 69e      | (0 - 0) |                                                 | Stade de Tosu, Tosu Spectateurs : 2 573 Arbitrage : Aïto Nakagawa | Stade de Tosu, Tosu Spectateurs : 2 573 Arbitrage : Aïto Nakagawa |
| 11 juin 2025 19h00 UTC+09:00 | Nishiya 73e     | Rapport | 30e Scalese · 66e Tanioka · 90+2e, 90+3e Duncan | Stade de Tosu, Tosu Spectateurs : 2 573 Arbitrage : Aïto Nakagawa | Stade de Tosu, Tosu Spectateurs : 2 573 Arbitrage : Aïto Nakagawa |

| Match 56                     | Nagoya Grampus (J1)                    | 3 - 0   | Veroskronos Tsuno (5)       |                                                                  |                                                                  |
| 11 juin 2025 18h30 UTC+09:00 | Inagaki 47e · Hara 67e · Yamagishi 79e | (0 - 0) |                             | Stade Toyota, Toyota Spectateurs : 4 248 Arbitrage : Masaya Ueda | Stade Toyota, Toyota Spectateurs : 4 248 Arbitrage : Masaya Ueda |
| 11 juin 2025 18h30 UTC+09:00 |                                        | Rapport | 51e Kajiyama · 72e Nakamura | Stade Toyota, Toyota Spectateurs : 4 248 Arbitrage : Masaya Ueda | Stade Toyota, Toyota Spectateurs : 4 248 Arbitrage : Masaya Ueda |

| Match 57                     | JEF United Ichihara Chiba (J2)                             | 1 - 1 ap 4 - 5 t. a. b. | Roasso Kumamoto (J2)                                     |                                                                          |                                                                          |
| 11 juin 2025 19h00 UTC+09:00 | Goya 28e                                                   | (1 - 0, 1 - 1, 1 - 1)   | 85e (csc)                                                | Fukuda Denshi Arena, Chiba Spectateurs : 3 953 Arbitrage : Motoki Tawara | Fukuda Denshi Arena, Chiba Spectateurs : 3 953 Arbitrage : Motoki Tawara |
| 11 juin 2025 19h00 UTC+09:00 |                                                            | Rapport                 | 37e Ri T.-H. · 76e Mishima · 103e Onishi ·               | Fukuda Denshi Arena, Chiba Spectateurs : 3 953 Arbitrage : Motoki Tawara | Fukuda Denshi Arena, Chiba Spectateurs : 3 953 Arbitrage : Motoki Tawara |
| 11 juin 2025 19h00 UTC+09:00 | Takahashi · Pacheco · Kawano · Toriumi · Júnior · Yokoyama | Tirs au but 4 - 5       | Iwashita · Handai · Fujii · Shiohama · Konagaya · Toyoda | Fukuda Denshi Arena, Chiba Spectateurs : 3 953 Arbitrage : Motoki Tawara | Fukuda Denshi Arena, Chiba Spectateurs : 3 953 Arbitrage : Motoki Tawara |

### Troisième Tour
| Match 58                        | Vissel Kobe (J1)         | 2 - 1 ap              | Ventforet Kōfu (J2)                          |                                                                            |                                                                            |
| 16 juillet 2025 19h00 UTC+09:00 | Iwanami 90+7e · Erik 94e | (0 - 0, 1 - 1, 2 - 1) | 58e Naito                                    | Kose Sports Park Stadium, Kōfu Spectateurs : 4 608 Arbitrage : Masaya Ueda | Kose Sports Park Stadium, Kōfu Spectateurs : 4 608 Arbitrage : Masaya Ueda |
| 16 juillet 2025 19h00 UTC+09:00 | Hidaka 115e              | Rapport               | 48e Leiria · 63e, 68e Naito · 120+1e Augusto | Kose Sports Park Stadium, Kōfu Spectateurs : 4 608 Arbitrage : Masaya Ueda | Kose Sports Park Stadium, Kōfu Spectateurs : 4 608 Arbitrage : Masaya Ueda |

| Match 59                        | Albirex Niigata (J1) | 1 - 2   | Université Tōyō (JRL)        |                                                                   |                                                                   |
| 16 juillet 2025 19h00 UTC+09:00 | Hashimoto 49e        | (0 - 1) | 45+2e Murakami · 57e Yunomae | Stade Denka, Niigata Spectateurs : 5 887 Arbitrage : Takuto Okabe | Stade Denka, Niigata Spectateurs : 5 887 Arbitrage : Takuto Okabe |
| 16 juillet 2025 19h00 UTC+09:00 | Okumura 74e          | Rapport | 50e Fukuhara                 | Stade Denka, Niigata Spectateurs : 5 887 Arbitrage : Takuto Okabe | Stade Denka, Niigata Spectateurs : 5 887 Arbitrage : Takuto Okabe |

| Match 60                        | Kawasaki Frontale (J1)              | 0 - 0 ap 1 - 3 t. a. b. | SC Sagamihara (3)                        |                                                                               |                                                                               |
| 16 juillet 2025 19h00 UTC+09:00 |                                     | (0 - 0, 0 - 0, 0 - 0)   |                                          | Stade Kawasaki Todoroki, Kawasaki Spectateurs : 8 661 Arbitrage : Junpei Iida | Stade Kawasaki Todoroki, Kawasaki Spectateurs : 8 661 Arbitrage : Junpei Iida |
| 16 juillet 2025 19h00 UTC+09:00 |                                     | Rapport                 | 92e Furtado ·                            | Stade Kawasaki Todoroki, Kawasaki Spectateurs : 8 661 Arbitrage : Junpei Iida | Stade Kawasaki Todoroki, Kawasaki Spectateurs : 8 661 Arbitrage : Junpei Iida |
| 16 juillet 2025 19h00 UTC+09:00 | Kawahara · Yamamoto · Kanda · Ozeki | Tirs au but 1 - 3       | Muto · Pytlik · Takeuchi · Kato · Takano | Stade Kawasaki Todoroki, Kawasaki Spectateurs : 8 661 Arbitrage : Junpei Iida | Stade Kawasaki Todoroki, Kawasaki Spectateurs : 8 661 Arbitrage : Junpei Iida |

| Match 61                        | ReinMeer Aomori (4) | 1 - 2   | Blaublitz Akita (J2)                        |                                                                           |                                                                           |
| 16 juillet 2025 18h30 UTC+09:00 | Hirosue 29e         | (1 - 2) | 8e 39e Sagawa                               | Stade Prifoods, Hachinohe Spectateurs : 736 Arbitrage : Yoshimi Yamashita | Stade Prifoods, Hachinohe Spectateurs : 736 Arbitrage : Yoshimi Yamashita |
| 16 juillet 2025 18h30 UTC+09:00 | Park Y.-J. 84e      | Rapport | 77e Kajiya · 79e Radotić · 90+2e Fukaminato | Stade Prifoods, Hachinohe Spectateurs : 736 Arbitrage : Yoshimi Yamashita | Stade Prifoods, Hachinohe Spectateurs : 736 Arbitrage : Yoshimi Yamashita |

| Match 62                        | Gamba Osaka (J1)                                | 4 - 4 ap 3 - 4 t. a. b. | Montedio Yamagata (J2)                     |                                                                            |                                                                            |
| 16 juillet 2025 19h00 UTC+09:00 | Jebali 40e 73e · Kurokawa 60e · Nakatani 120+2e | (1 - 2, 3 - 3, 3 - 3)   | 20e 30e Kida · 78e Takahashi · 116e Yoshio | Stade du parc Yamagata, Tendō Spectateurs : 5 471 Arbitrage : Yusuke Araki | Stade du parc Yamagata, Tendō Spectateurs : 5 471 Arbitrage : Yusuke Araki |
| 16 juillet 2025 19h00 UTC+09:00 | Abe 90e · Felipe 118e · Jebali 120+3e           | Rapport                 | 28e Kokubu · 120+2e Tanaka ·               | Stade du parc Yamagata, Tendō Spectateurs : 5 471 Arbitrage : Yusuke Araki | Stade du parc Yamagata, Tendō Spectateurs : 5 471 Arbitrage : Yusuke Araki |
| 16 juillet 2025 19h00 UTC+09:00 | Usami · Felipe · Jebali · Kishimoto · Mitsuta   | Tirs au but 3 - 4       | Takahashi · Sakamoto · Yoshio · Abe        | Stade du parc Yamagata, Tendō Spectateurs : 5 471 Arbitrage : Yusuke Araki | Stade du parc Yamagata, Tendō Spectateurs : 5 471 Arbitrage : Yusuke Araki |

| Match 63                        | Kashima Antlers (J1)  | 2 - 1   | V-Varen Nagasaki (J2) |                                                                                           |                                                                                           |
| 16 juillet 2025 19h00 UTC+09:00 | Čavrić 9e · Ogawa 53e | (1 - 0) | 58e Yamasaki          | Peace Stadium Connected by SoftBank, Nagasaki Spectateurs : 11 388 Arbitrage : Koya Koiei | Peace Stadium Connected by SoftBank, Nagasaki Spectateurs : 11 388 Arbitrage : Koya Koiei |
| 16 juillet 2025 19h00 UTC+09:00 | Ogawa 90+1e           | Rapport |                       | Peace Stadium Connected by SoftBank, Nagasaki Spectateurs : 11 388 Arbitrage : Koya Koiei | Peace Stadium Connected by SoftBank, Nagasaki Spectateurs : 11 388 Arbitrage : Koya Koiei |

| Match 64                        | Avispa Fukuoka (J1)                                    | 0 - 0 ap 4 - 2 t. a. b. | Giravanz Kitakyushu (3)                                     |                                                                           |                                                                           |
| 16 juillet 2025 19h00 UTC+09:00 |                                                        | (0 - 0, 0 - 0, 0 - 0)   |                                                             | Stade Best Denki, Fukuoka Spectateurs : 8 712 Arbitrage : Hiroki Kasahara | Stade Best Denki, Fukuoka Spectateurs : 8 712 Arbitrage : Hiroki Kasahara |
| 16 juillet 2025 19h00 UTC+09:00 | Kamijima 80e                                           | Rapport                 | 49e Takayoshi · 84e Tsujioka · 120+2e Sera · 120+4e Okano · | Stade Best Denki, Fukuoka Spectateurs : 8 712 Arbitrage : Hiroki Kasahara | Stade Best Denki, Fukuoka Spectateurs : 8 712 Arbitrage : Hiroki Kasahara |
| 16 juillet 2025 19h00 UTC+09:00 | Kanamori · Ben Khalifa · Matsuoka · Hashimoto · Zahedi | Tirs au but 4 - 2       | Watanabe · Tsubogo · Tsujioka · Kiyama                      | Stade Best Denki, Fukuoka Spectateurs : 8 712 Arbitrage : Hiroki Kasahara | Stade Best Denki, Fukuoka Spectateurs : 8 712 Arbitrage : Hiroki Kasahara |

| Match 65                        | Sanfrecce Hiroshima (J1)                                         | 5 - 2   | Fujieda MYFC (J2)       |                                                                                    |                                                                                    |
| 16 juillet 2025 19h00 UTC+09:00 | Kato 19e · Maeda 38e · Nakamura 54e · Nakano 67e · Kinoshita 72e | (2 - 2) | 15e Asakura · 44e (csc) | Stade Football Fujieda, Fujieda Spectateurs : 1 822 Arbitrage : Koichirō Fukushima | Stade Football Fujieda, Fujieda Spectateurs : 1 822 Arbitrage : Koichirō Fukushima |
| 16 juillet 2025 19h00 UTC+09:00 | Kato 32e                                                         | Rapport | 61e Sakakibara          | Stade Football Fujieda, Fujieda Spectateurs : 1 822 Arbitrage : Koichirō Fukushima | Stade Football Fujieda, Fujieda Spectateurs : 1 822 Arbitrage : Koichirō Fukushima |

| Match 66                        | Shonan Bellmare (J1) | 0 - 1 ap              | Shimizu S-Pulse (J1)                                           |                                                                                   |                                                                                   |
| 16 juillet 2025 19h00 UTC+09:00 |                      | (0 - 0, 0 - 0, 0 - 1) | 105+1e Tanque                                                  | Stade Lemon Gas Hiratsuka, Hiratsuka Spectateurs : 3 631 Arbitrage : Naoto Uehara | Stade Lemon Gas Hiratsuka, Hiratsuka Spectateurs : 3 631 Arbitrage : Naoto Uehara |
| 16 juillet 2025 19h00 UTC+09:00 | Barada 74e           | Rapport               | 18e Hasukawa · 45+1e Capixaba · 102e Nishihara · 119e Kitagawa | Stade Lemon Gas Hiratsuka, Hiratsuka Spectateurs : 3 631 Arbitrage : Naoto Uehara | Stade Lemon Gas Hiratsuka, Hiratsuka Spectateurs : 3 631 Arbitrage : Naoto Uehara |

| Match 67                        | FC Tokyo (J1)              | 2 - 0   | Oita Trinita (J2)                   |                                                                    |                                                                    |
| 16 juillet 2025 19h00 UTC+09:00 | Nagakura 19e · Koizumi 33e | (2 - 0) |                                     | Stade d'Oita, Ōita Spectateurs : 4 479 Arbitrage : Yoshiro Imamura | Stade d'Oita, Ōita Spectateurs : 4 479 Arbitrage : Yoshiro Imamura |
| 16 juillet 2025 19h00 UTC+09:00 |                            | Rapport | 36e Nodake · 47e Derlan · 90+4e Isa | Stade d'Oita, Ōita Spectateurs : 4 479 Arbitrage : Yoshiro Imamura | Stade d'Oita, Ōita Spectateurs : 4 479 Arbitrage : Yoshiro Imamura |

| Match 68                        | Cerezo Osaka (J1)                  | 2 - 0   | Tokushima Vortis (J2)                  |                                                                          |                                                                          |
| 16 juillet 2025 18h30 UTC+09:00 | Fernandes 60e · Ratão 87e          | (0 - 0) |                                        | Stade Pocari Sweat, Naruto Spectateurs : 3 475 Arbitrage : Daichi Shiino | Stade Pocari Sweat, Naruto Spectateurs : 3 475 Arbitrage : Daichi Shiino |
| 16 juillet 2025 18h30 UTC+09:00 | Nishio 43e · Honma 74e · Cools 77e | Rapport | 40e Nagaki · 52e Nagai · 71e Barcellos | Stade Pocari Sweat, Naruto Spectateurs : 3 475 Arbitrage : Daichi Shiino | Stade Pocari Sweat, Naruto Spectateurs : 3 475 Arbitrage : Daichi Shiino |

| Match 69                        | FC Machida Zelvia (J1)      | 2 - 1   | Kataller Toyama (J2) |                                                                    |                                                                    |
| 16 juillet 2025 19h00 UTC+09:00 | Nishimura 21e · Okamura 73e | (1 - 1) | 45+1e Take           | Stade Toyama, Toyama Spectateurs : 3 629 Arbitrage : Koki Nagamine | Stade Toyama, Toyama Spectateurs : 3 629 Arbitrage : Koki Nagamine |
| 16 juillet 2025 19h00 UTC+09:00 | Numata 43e                  | Rapport | 69e Shiina           | Stade Toyama, Toyama Spectateurs : 3 629 Arbitrage : Koki Nagamine | Stade Toyama, Toyama Spectateurs : 3 629 Arbitrage : Koki Nagamine |

| Match 70                        | Kyoto Sanga (J1)                        | 3 - 3 ap 4 - 3 t. a. b. | Yokohama FC (J1)                         |                                                                             |                                                                             |
| 16 juillet 2025 19h00 UTC+09:00 | Elias 79e · Nakano 108e · Ota 119e      | (0 - 0, 1 - 1, 1 - 3)   | 59e Suzuki · 91e Ito · 100e Sakuragawa   | Stade Sanga by Kyocera, Kameoka Spectateurs : 3 906 Arbitrage : Yūzō Sudani | Stade Sanga by Kyocera, Kameoka Spectateurs : 3 906 Arbitrage : Yūzō Sudani |
| 16 juillet 2025 19h00 UTC+09:00 | Elias 80e                               | Rapport                 | 65e Ogura · 90+3e Paulo ·                | Stade Sanga by Kyocera, Kameoka Spectateurs : 3 906 Arbitrage : Yūzō Sudani | Stade Sanga by Kyocera, Kameoka Spectateurs : 3 906 Arbitrage : Yūzō Sudani |
| 16 juillet 2025 19h00 UTC+09:00 | Elias · Fukuda · Yamada · Costa · Sugai | Tirs au but 4 - 3       | Yamada · Ito · Paulo · Fukumori · Shimbo | Stade Sanga by Kyocera, Kameoka Spectateurs : 3 906 Arbitrage : Yūzō Sudani | Stade Sanga by Kyocera, Kameoka Spectateurs : 3 906 Arbitrage : Yūzō Sudani |

| Match 71                        | Tokyo Verdy (J1) | 1 - 0   | Sagan Tosu (J2)      |                                                                  |                                                                  |
| 16 juillet 2025 19h00 UTC+09:00 | Someno 69e       | (0 - 0) |                      | Stade de Tosu, Tosu Spectateurs : 3 688 Arbitrage : Ryō Tanimoto | Stade de Tosu, Tosu Spectateurs : 3 688 Arbitrage : Ryō Tanimoto |
| 16 juillet 2025 19h00 UTC+09:00 | Arai 81e         | Rapport | 72e Imazu · 81e Arai | Stade de Tosu, Tosu Spectateurs : 3 688 Arbitrage : Ryō Tanimoto | Stade de Tosu, Tosu Spectateurs : 3 688 Arbitrage : Ryō Tanimoto |

| Match 72                        | Nagoya Grampus (J1)    | 2 - 1   | Roasso Kumamoto (J2) |                                                                         |                                                                         |
| 16 juillet 2025 19h00 UTC+09:00 | Junker 39e · Asano 86e | (1 - 0) | 74e Osaki            | Stade Egao Kenkō, Kumamoto Spectateurs : 4 322 Arbitrage : Keigo Sedate | Stade Egao Kenkō, Kumamoto Spectateurs : 4 322 Arbitrage : Keigo Sedate |
| 16 juillet 2025 19h00 UTC+09:00 | Sato 69e · Mikuni 80e  | Rapport | 22e Iwashita         | Stade Egao Kenkō, Kumamoto Spectateurs : 4 322 Arbitrage : Keigo Sedate | Stade Egao Kenkō, Kumamoto Spectateurs : 4 322 Arbitrage : Keigo Sedate |

### Quatrième Tour
| Match 73                    | Vissel Kobe (J1)           | 2 - 1 ap              | Université Tōyō (JRL)        |                                                                      |                                                                      |
| 6 août 2025 19h00 UTC+09:00 | Ide 18e · Miyashiro 120+1e | (1 - 1, 1 - 1, 1 - 1) | 36e Yunomae                  | Stade du parc Misaki, Kobe Spectateurs : 5 115 Arbitrage : Koei Koya | Stade du parc Misaki, Kobe Spectateurs : 5 115 Arbitrage : Koei Koya |
| 6 août 2025 19h00 UTC+09:00 | Kuwasaki 108e              | Rapport               | 113e Fukuhara · 120+3e Okabe | Stade du parc Misaki, Kobe Spectateurs : 5 115 Arbitrage : Koei Koya | Stade du parc Misaki, Kobe Spectateurs : 5 115 Arbitrage : Koei Koya |

| Match 74                    | SC Sagamihara (3)                                          | 2 - 1 ap              | Blaublitz Akita (J2) |                                                                                     |                                                                                     |
| 6 août 2025 19h00 UTC+09:00 | Takagi 34e · Kato 120e                                     | (1 - 0, 1 - 1, 1 - 1) | 85e Sato             | Stade Lemon Gas Hiratsuka, Hiratsuka Spectateurs : 1 584 Arbitrage : Hayato Shimizu | Stade Lemon Gas Hiratsuka, Hiratsuka Spectateurs : 1 584 Arbitrage : Hayato Shimizu |
| 6 août 2025 19h00 UTC+09:00 | Tokida 28e · Nishiyama 75e · Sugimoto 105+3e · Pytlik 106e | Rapport               | 54e Iizumi           | Stade Lemon Gas Hiratsuka, Hiratsuka Spectateurs : 1 584 Arbitrage : Hayato Shimizu | Stade Lemon Gas Hiratsuka, Hiratsuka Spectateurs : 1 584 Arbitrage : Hayato Shimizu |

| Match 75                    | Montedio Yamagata (J2) | 1 - 2   | Urawa Red Diamonds (J1)    |                                                                             |                                                                             |
| 6 août 2025 19h00 UTC+09:00 | Kokubu 10e             | (1 - 0) | 61e Kaneko · 85e Komori    | Stade du parc Yamagata, Tendō Spectateurs : 8 699 Arbitrage : Daichi Shiino | Stade du parc Yamagata, Tendō Spectateurs : 8 699 Arbitrage : Daichi Shiino |
| 6 août 2025 19h00 UTC+09:00 | Sakamoto 90+1e         | Rapport | 39e Ogiwara · 90+1e Kaneko | Stade du parc Yamagata, Tendō Spectateurs : 8 699 Arbitrage : Daichi Shiino | Stade du parc Yamagata, Tendō Spectateurs : 8 699 Arbitrage : Daichi Shiino |

| Match 76                    | Kashima Antlers (J1)                         | 3 - 2 ap              | Avispa Fukuoka (J1)                                                               |                                                                         |                                                                         |
| 6 août 2025 19h00 UTC+09:00 | Čavrić 13e (pen.) · Chinen 52e · Suzuki 116e | (1 - 1, 2 - 2, 2 - 2) | 45+1e Maejima · 90+1e Zahedi                                                      | Stade de Kashima, Kashima Spectateurs : 8 241 Arbitrage : Koji Takasaki | Stade de Kashima, Kashima Spectateurs : 8 241 Arbitrage : Koji Takasaki |
| 6 août 2025 19h00 UTC+09:00 | Kei Chinen 43e · Yuma Suzuki 119e            | Rapport               | 6e Matsuoka · 17e Ando · 34e Kamijima · 78e Kanamori · 109e Zahedi · 112e Tashiro | Stade de Kashima, Kashima Spectateurs : 8 241 Arbitrage : Koji Takasaki | Stade de Kashima, Kashima Spectateurs : 8 241 Arbitrage : Koji Takasaki |

| Match 77                    | Sanfrecce Hiroshima (J1)                   | 3 - 0   | Shimizu S-Pulse (J1) |                                                                                     |                                                                                     |
| 6 août 2025 18h30 UTC+09:00 | Maeda 45+1e · Nakamura 59e · Kinoshita 76e | (1 - 0) |                      | Edion Peace Wing Hiroshima, Hiroshima Spectateurs : 10 110 Arbitrage : Takuto Okabe | Edion Peace Wing Hiroshima, Hiroshima Spectateurs : 10 110 Arbitrage : Takuto Okabe |
| 6 août 2025 18h30 UTC+09:00 | Maeda 20e · Araki 73e                      | Rapport |                      | Edion Peace Wing Hiroshima, Hiroshima Spectateurs : 10 110 Arbitrage : Takuto Okabe | Edion Peace Wing Hiroshima, Hiroshima Spectateurs : 10 110 Arbitrage : Takuto Okabe |

| Match 78                    | FC Tokyo (J1)               | 2 - 1   | Cerezo Osaka (J1) |                                                                                      |                                                                                      |
| 6 août 2025 18h30 UTC+09:00 | Nakagawa 55e · Nagakura 80e | (0 - 0) | 60e Kagawa        | Stade de football de Nagai, Osaka Spectateurs : 6 136 Arbitrage : Koichiro Fukushima | Stade de football de Nagai, Osaka Spectateurs : 6 136 Arbitrage : Koichiro Fukushima |
| 6 août 2025 18h30 UTC+09:00 | Ko 90+6e                    | Rapport | 65e Fernandes     | Stade de football de Nagai, Osaka Spectateurs : 6 136 Arbitrage : Koichiro Fukushima | Stade de football de Nagai, Osaka Spectateurs : 6 136 Arbitrage : Koichiro Fukushima |

| Match 79                    | FC Machida Zelvia (J1) | 1 - 0   | Kyoto Sanga (J1) |                                                                         |                                                                         |
| 6 août 2025 18h30 UTC+09:00 | Fujio 59e              | (0 - 0) |                  | Stade Machida Gion, Machida Spectateurs : 3 003 Arbitrage : Masuya Ueda | Stade Machida Gion, Machida Spectateurs : 3 003 Arbitrage : Masuya Ueda |
| 6 août 2025 18h30 UTC+09:00 | Okamura 12e            | Rapport | 65e Elias        | Stade Machida Gion, Machida Spectateurs : 3 003 Arbitrage : Masuya Ueda | Stade Machida Gion, Machida Spectateurs : 3 003 Arbitrage : Masuya Ueda |

| Match 80                     | Tokyo Verdy (J1) | 1 - 2   | Nagoya Grampus (J1)             |                                                                     |                                                                     |
| 13 août 2025 19h00 UTC+09:00 | Arai 12e         | (1 - 1) | 26e Takuya Uchida · 81e Inagaki | Stade Ajinomoto, Tokyo Spectateurs : 7 666 Arbitrage : Yusuke Araki | Stade Ajinomoto, Tokyo Spectateurs : 7 666 Arbitrage : Yusuke Araki |
| 13 août 2025 19h00 UTC+09:00 |                  | Rapport | 42e Nagai                       | Stade Ajinomoto, Tokyo Spectateurs : 7 666 Arbitrage : Yusuke Araki | Stade Ajinomoto, Tokyo Spectateurs : 7 666 Arbitrage : Yusuke Araki |

### Quarts de finale
| Match 81                     | FC Machida Zelvia (J1) | - | Kashima Antlers (J1) |                             |                             |
| 27 août 2025 18h30 UTC+09:00 |                        |   |                      | Stade Machida Gion, Machida | Stade Machida Gion, Machida |
| 27 août 2025 18h30 UTC+09:00 | [ Rapport]             |   |                      | Stade Machida Gion, Machida | Stade Machida Gion, Machida |

| Match 82                     | FC Tokyo (J1) | - | Urawa Red Diamonds (J1) |                             |                             |
| 27 août 2025 19h00 UTC+09:00 |               |   |                         | Stade Saitama 2002, Saitama | Stade Saitama 2002, Saitama |
| 27 août 2025 19h00 UTC+09:00 | [ Rapport]    |   |                         | Stade Saitama 2002, Saitama | Stade Saitama 2002, Saitama |

| Match 83                     | SC Sagamihara (3) | - | Vissel Kobe (J1) |                                      |                                      |
| 27 août 2025 19h00 UTC+09:00 |                   |   |                  | Stade Lemon Gas Hiratsuka, Hiratsuka | Stade Lemon Gas Hiratsuka, Hiratsuka |
| 27 août 2025 19h00 UTC+09:00 | [ Rapport]        |   |                  | Stade Lemon Gas Hiratsuka, Hiratsuka | Stade Lemon Gas Hiratsuka, Hiratsuka |

| Match 84                     | Nagoya Grampus (J1) | - | Sanfrecce Hiroshima (J1) |                      |                      |
| 27 août 2025 18h30 UTC+09:00 |                     |   |                          | Stade Toyota, Toyota | Stade Toyota, Toyota |
| 27 août 2025 18h30 UTC+09:00 | [ Rapport]          |   |                          | Stade Toyota, Toyota | Stade Toyota, Toyota |

### Demi-finale
| Match 85                   | Vainqueur du Match 81 | - | Vainqueur du Match 82 |  |
| 16 novembre 2025 UTC+09:00 |                       |   |                       |  |
|                            | [ Rapport]            |   |                       |  |

| Match 86                   | Vainqueur du Match 83 | - | Vainqueur du Match 84 |  |
| 16 novembre 2025 UTC+09:00 |                       |   |                       |  |
|                            | [ Rapport]            |   |                       |  |

### Finale
| Équipe 1 ·    |                |  |  |
| Titulaires :  |                |  |  |
|               |                |  |  |
| 01            | Gardien de but |  |  |
| 02            |                |  |  |
| 03            |                |  |  |
| 04            |                |  |  |
| 05            |                |  |  |
| 06            |                |  |  |
| 07            |                |  |  |
| 08            |                |  |  |
| 09            |                |  |  |
| 10            |                |  |  |
| 11            |                |  |  |
|               |                |  |  |
| Remplaçants : |                |  |  |
| 12            | Gardien de but |  |  |
| 13            |                |  |  |
| 14            |                |  |  |
| 15            |                |  |  |
| 16            |                |  |  |
| 17            |                |  |  |
| 18            |                |  |  |
|               |                |  |  |
| Entraîneur :  |                |  |  |
|               |                |  |  |

| Équipe 2 ·    |                |  |  |
| Titulaires :  |                |  |  |
|               |                |  |  |
| 01            | Gardien de but |  |  |
| 02            |                |  |  |
| 03            |                |  |  |
| 04            |                |  |  |
| 05            |                |  |  |
| 06            |                |  |  |
| 07            |                |  |  |
| 08            |                |  |  |
| 09            |                |  |  |
| 10            |                |  |  |
| 11            |                |  |  |
|               |                |  |  |
| Remplaçants : |                |  |  |
| 12            | Gardien de but |  |  |
| 13            |                |  |  |
| 14            |                |  |  |
| 15            |                |  |  |
| 16            |                |  |  |
| 17            |                |  |  |
| 18            |                |  |  |
|               |                |  |  |
| Entraîneur :  |                |  |  |
|               |                |  |  |

| Équipe 1 ·    |                |  |  |
| Titulaires :  |                |  |  |
|               |                |  |  |
| 01            | Gardien de but |  |  |
| 02            |                |  |  |
| 03            |                |  |  |
| 04            |                |  |  |
| 05            |                |  |  |
| 06            |                |  |  |
| 07            |                |  |  |
| 08            |                |  |  |
| 09            |                |  |  |
| 10            |                |  |  |
| 11            |                |  |  |
|               |                |  |  |
| Remplaçants : |                |  |  |
| 12            | Gardien de but |  |  |
| 13            |                |  |  |
| 14            |                |  |  |
| 15            |                |  |  |
| 16            |                |  |  |
| 17            |                |  |  |
| 18            |                |  |  |
|               |                |  |  |
| Entraîneur :  |                |  |  |
|               |                |  |  |

| Équipe 2 ·    |                |  |  |
| Titulaires :  |                |  |  |
|               |                |  |  |
| 01            | Gardien de but |  |  |
| 02            |                |  |  |
| 03            |                |  |  |
| 04            |                |  |  |
| 05            |                |  |  |
| 06            |                |  |  |
| 07            |                |  |  |
| 08            |                |  |  |
| 09            |                |  |  |
| 10            |                |  |  |
| 11            |                |  |  |
|               |                |  |  |
| Remplaçants : |                |  |  |
| 12            | Gardien de but |  |  |
| 13            |                |  |  |
| 14            |                |  |  |
| 15            |                |  |  |
| 16            |                |  |  |
| 17            |                |  |  |
| 18            |                |  |  |
|               |                |  |  |
| Entraîneur :  |                |  |  |
|               |                |  |  |

## Nombre d'équipes par division et par tour
| Divisions / Manches            | 1er tour | 2e tour       | 3e tour       | 4e tour       | Quarts de finale | Demi-finales  | Finale        |
| ------------------------------ | -------- | ------------- | ------------- | ------------- | ---------------- | ------------- | ------------- |
| J1 League 20 clubs             | Exemptés | 19            | 16            | 12            | 7                | 3 ou 4        |               |
| J2 League 20 clubs             | 6        | 17            | 10            | 2             | Aucune équipe    | Aucune équipe | Aucune équipe |
| J3 League 14 clubs             | 14       | 11            | 2             | 1             | 1                | 0 ou 1        |               |
| Japan Football League 6 clubs  | 6        | 4             | 1             | Aucune équipe | Aucune équipe    | Aucune équipe | Aucune équipe |
| Japan Regional League 22 clubs | 22       | 9             | 1             | 1             | Aucune équipe    | Aucune équipe | Aucune équipe |
| Japan Regional League 4 clubs  | 4        | Aucune équipe | Aucune équipe | Aucune équipe | Aucune équipe    | Aucune équipe | Aucune équipe |
| Ligue Préfectoraux 2 club      | 2        | Aucune équipe | Aucune équipe | Aucune équipe | Aucune équipe    | Aucune équipe | Aucune équipe |
| Total                          | 54       | 60            | 30            | 16            | 8                | 4             | 2             |